# Новый (Кетченеровский район)
Новый — посёлок в Кетченеровском районе Калмыкии, в составе Алцынхутинского сельского муниципального образования.

## История
Дата основания населённого пункта не установлена. Можно предположить, что оседлый населённый пункт возник в 1920-е годы в рамках политики по "обоседланию" коренного населения. Впервые обозначен на карте РККА 1940 года. Первоначально назывался Кибзинги. Данное название сохранялось, как минимум, до 1950 года. Дата и причины присвоения названия Новый не установлены.

## Физико-географическая характеристика
Посёлок расположен на юге Кетченеровского района в пределах Приергенинской равнины, являющейся частью Прикаспийской низменности. Посёлок расположен ниже уровня мирового океана: средняя высота 1 м ниже уровня моря. Рельеф местности равнинный. В 1,6 км на юг от посёлка расположен лиман Цар-Харын, в 4 км на запад — лиман Кимчин.
По автомобильной дороге расстояние до столицы Калмыкии города Элиста составляет 180 км, до районного центра посёлка Кетченеры — 66 км. Ближайший населённый пункт — посёлок Алцынхута, расположенный в 14 км к северо-западу от посёлка Новый. Подъезд к посёлку с твёрдым покрытием отсутствует.
Согласно классификации климатов Кёппена-Гейгера посёлок находится в зоне семиаридного климата (Bsk). В окрестностях посёлка распространены солонцы в комплексе с бурыми пустынно-степными солонцеватыми почвами.
В посёлке, как и на всей территории Калмыкии, действует московское время.

## Население
| 2002 | 2010 | 2012 |
| ---- | ---- | ---- |
| 48   | ↘33  | ↗66  |

Национальный состав
Согласно результатам переписи 2002 года большинство населения посёлка составляли калмыки (49 %) и даргинцы (35 %)

## Социальная инфраструктура
Социальная инфраструктура не развита. Ближайшие учреждения культуры (клуб, библиотека) и образования (средняя школа, детский сад) расположены в посёлке Алцынхута. Медицинское обслуживание жителей посёлка обеспечивают офис врача общей практики, расположенный в посёлке Алцынхута, и Кетченеровская центральная районная больница. Ближайшее отделение скорой медицинской помощи расположено в Кетченерах.
Посёлок негазифицирован. Централизованное водоснабжение в сельском муниципальном образовании отсутствует – вода доставляется непосредственно к каждому домовладению. Водоотведение осуществляется за счет использования выгребных ям. Отопление и горячее водоснабжение обеспечивается автономными источниками тепла в домохозяйствах.